# Labbra avvelenate
Labbra avvelenate (Race Street) è un film statunitense del 1948 diretto da Edwin L. Marin.
È un film drammatico a sfondo noir ambientato nel mondo dei night club di San Francisco negli anni 1940.

## Produzione
Il film, diretto da Edwin L. Marin su una sceneggiatura di Martin Rackin con il soggetto di Maurice Davis, fu prodotto da RKO Radio Pictures e girato a San Francisco in California

## Distribuzione
Il film fu distribuito negli Stati Uniti nel 1948 al cinema dalla RKO e dalla C&C Television Corporation in televisione nel 1955.
Alcune delle uscite internazionali sono state:
- negli Stati Uniti il 22 agosto 1948 (New York)
- negli Stati Uniti l'11 settembre 1948
- in Svezia il 3 gennaio 1949 (Bakom polisens rygg)
- in Portogallo il 22 giugno 1951 (A Rua da Aventura)
- in Grecia (To teleftaio tous eglima)
- in Italia (Labbra avvelenate)